# Dreieinigkeitskirche (Reutte)

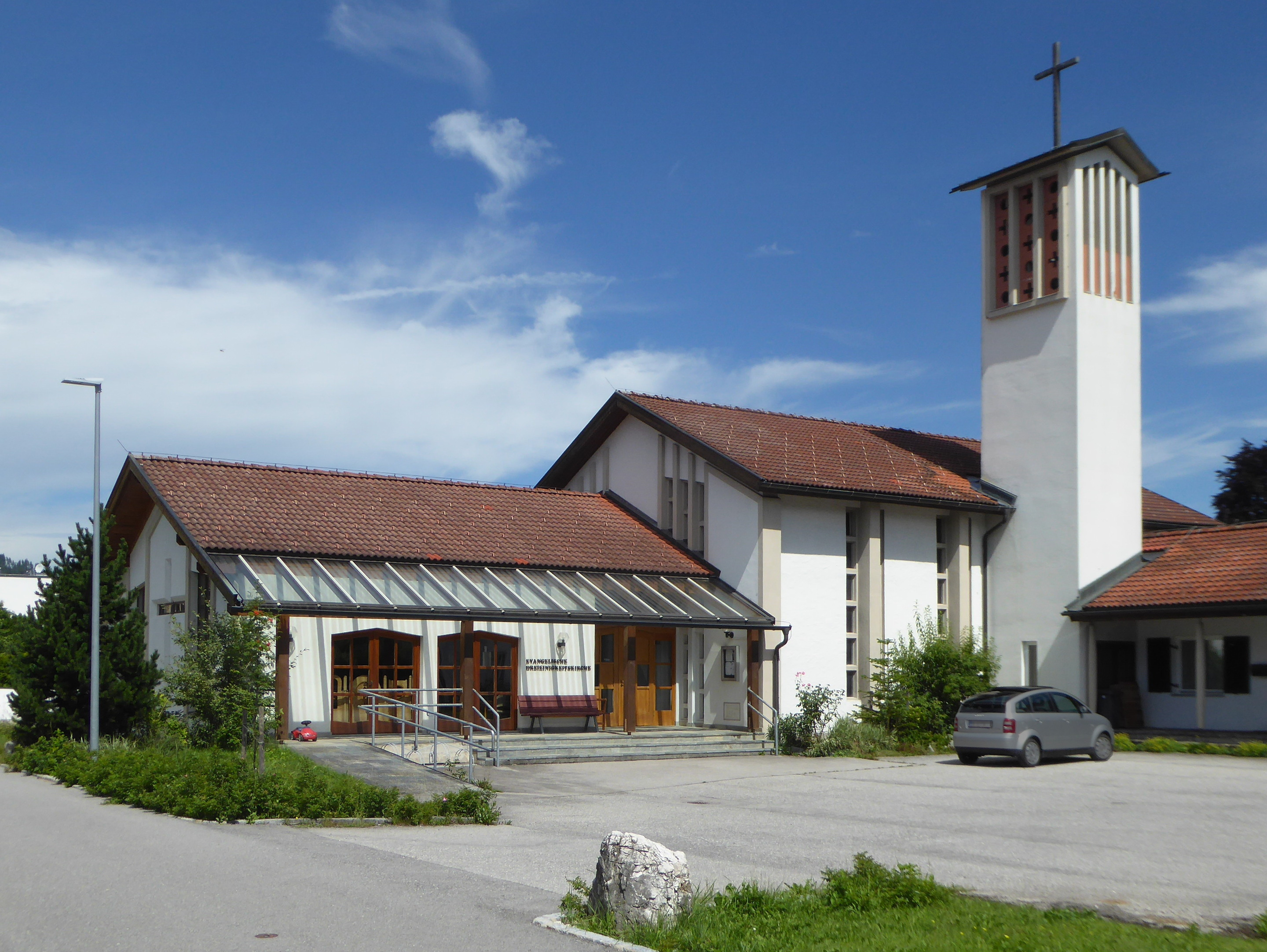
Dreieinigkeitskirche Reutte

Die Dreieinigkeitskirche ist die evangelisch-lutherische Pfarrkirche von Reutte in Tirol. Sie gehört der Evangelischen Superintendentur A. B. Salzburg und Tirol an.

## Architektur
Die einfache Saalkirche wurde 1956/1957 nach Plänen des Innsbrucker Architektenpaars Charlotte und Karl Pfeiler als Stahlbeton-Skelettbau mit seitlich stehendem Glockenturm als Gelenk zu den Anbauten erbaut. Den Vorgaben des Rummelsberger Programms folgend ist der von paarweise angeordneten Senkrechtfenstern mit Betonmaßwerk belichtete und einer gefalteten Holzdecke geschlossene Kirchenraum als schlichte Saalkirche mit erhöhtem Altarbereich gestaltet. Die Fensterwand der Eingangsseite überschneidet die weit gespannte Orgelempore.
Den Altarraum ziert ein Triptychon der Bergpredigt von Willy Fries.
1992 wurde die Kirche giebelseitig um einen Gemeindesaalanbau erweitert.

## Orgel

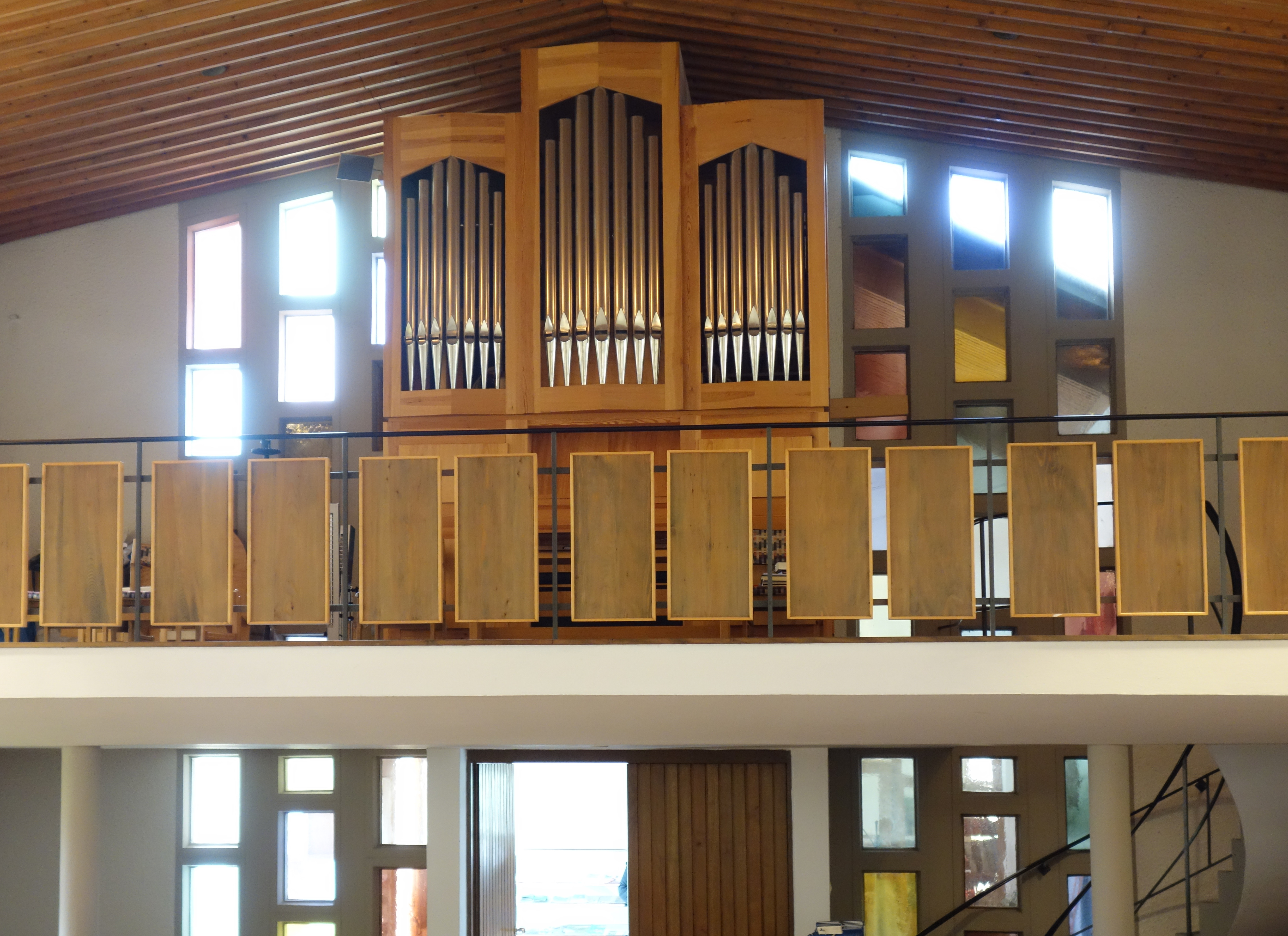
Die Ismayr-Orgel

Die Orgel mit 12 Registern auf zwei Manualen und Pedal wurde 1986 von Günter Ismayr gebaut. Die Disposition lautet:
| I Manual C–g3 |       |
| Rohrflöte     | 8′    |
| Prinzipal     | 4′    |
| Flöte         | 2′    |
| Mixtur III    | 1 ⁄3′ |

| II Manual C–g3 |        |
| Gedeckt        | 8′     |
| Blockflöte     | 4′     |
| Quinte         | 2 ⁄3′  |
| Prinzipal      | 2′     |
| Terz           | 1 3⁄5′ |
| Zimbel II      |        |

| Pedal C–f1 |     |
| Subbaß     | 16′ |
| Pommer     | 8′  |

- Koppeln: II/I, II/P, I/P
- Bemerkungen: Schleifladen, mechanische Spiel- und Registertraktur